# 크리스티아네 뉘슬라인폴하르트
크리스티아네 뉘슬라인폴하르트(독일어: Christiane Nüsslein-Volhard, 1942년 10월 20일 ~ )는 독일의 발생생물학자, 유전학자이다. 1995년에 초기 배아 분화를 조절하는 유전자 무리인 호메오박스를 발견한 공로로 에드워드 B. 루이스, 에릭 F. 위샤우스와 함께 노벨 생리학·의학상을 수상했다.

## 수상 경력
- 1986년 : 고트프리트 빌헬름 라이프니츠상
- 1991년 : 앨버트 래스커 기초 의학 연구상
- 1992년 : 루이자 그로스 호르위츠상
- 1993년 : 에른스트 셰링상
- 1995년 : 노벨 생리학·의학상